# Cryptoflata parvula
Cryptoflata parvula är en insektsart som först beskrevs av Melichar 1902.  Cryptoflata parvula ingår i släktet Cryptoflata och familjen Flatidae. Inga underarter finns listade i Catalogue of Life.